# Нгвенья, Джозеф
Джозеф Мпумелело Нгвенья (англ. Joseph Mpumelelo Ngwenya; 30 марта 1981, Пламтри, Зимбабве) — зимбабвийский футболист, атакующий полузащитник.

## Биография

### Ранние годы
Нгвенья учился в старшей школе имени Мзиликази в Булавайо и со школьной футбольной командой в 1999 году выиграл национальный чемпионат Зимбабве среди старших школ.
Переехав в США, в 2000—2003 годах Нгвенья обучался в Университете прибрежной Каролины по специальностям «Информатика» и «Математика» и играл за университетскую футбольную команду «Коустал Каролайна Шантиклерс». В Национальной ассоциации студенческого спорта забил 66 мячей и отдал 32 результативные передачи в 81 матче. В сезоне 2003 стал лучшим бомбардиром NCAA с 21 голом и был включён в первую всеамериканскую символическую сборную.
В 2003 году также выступал в Премьер-лиге развития ЮСЛ за клуб «Кейп-Код Крусейдерс», которому помог выиграть чемпионский титул, забив 17 голов в 13 матчах.

### Клубная карьера
16 января 2004 года на супердрафте MLS Нгвенья был выбран в первом раунде под общим третьим номером клубом «Лос-Анджелес Гэлакси». Его профессиональный дебют состоялся 11 апреля 2004 года в матче против «Ди Си Юнайтед», в котором он вышел на замену во втором тайме вместо Питера Вагенаса. В матче против «Ди Си Юнайтед» 19 мая 2004 года забил свой первый гол в профессиональной карьере.
В конце 2004 года Нгвенья проходил просмотр в клубе немецкой Бундеслиги «Гамбург», но не сумел получить контракт.
12 мая 2006 года «Лос-Анджелес Гэлакси» обменял Джозефа Нгвенью и Неда Грабового «Коламбус Крю» на Кайла Мартино и Джона Уолиника. За «Коламбус Крю» дебютировал 13 мая 2006 года в матче против «Колорадо Рэпидз». 20 мая 2006 года в матче против «Ди Си Юнайтед» забил свой первый гол за «Коламбус Крю».
В конце 2006 года Нгвенья проходил просмотр в клубе испанской Ла Лиги «Хетафе», но не смог заключить контракт.
9 мая 2007 года «Коламбус Крю» обменял Нгвенью «Хьюстон Динамо» на Алехандро Морено. За «Хьюстон Динамо» он дебютировал 16 мая 2007 года в матче против «Торонто». 3 июня 2007 года в матче против «Далласа» забил свой первый гол за «Хьюстон Динамо». Нгвенья помог «Хьюстон Динамо» выиграть чемпионский титул, забив гол в матче за Кубок MLS против «Нью-Инглэнд Революшн» 11 ноября 2007 года, завершившемся победой со счётом 2:1.
В конце 2007 года Нгвенья проходил просмотр в клубе немецкой Второй Бундеслиги «Алеманнии Ахен», но не добился контракта.
21 января 2008 года Нгвенья подписал контракт с клубом австрийской Бундеслиги «Аустрия Кернтен» на оставшуюся часть сезона 2007/08 с опцией продления на сезон 2008/09. За клуб сыграл один матч, проведя на поле 54 минуты против «Рида» 23 февраля 2008 года.
Летом 2008 года Нгвенья проходил просмотр в «Баварии Мюнхен». 23 июля 2008 года сыграл за «Баварию Мюнхен» в неофициальном Суперкубке Германии против «Боруссии Дортмунд».
В августе 2008 года Нгвенья подписал трёхлетний контракт с клубом турецкой Суперлиги «Антальяспор». Дебютировал за «Антальяспор» 24 августа 2008 года в матче стартового тура сезона 2008/09 против «Бешикташа». 19 сентября 2008 года в матче против «Галатасарая» забил свой первый гол за «Антальяспор».
В сентябре 2009 года Нгвенья был близок к возвращению в «Хьюстон Динамо», но переговоры по контракту провалились, после чего он проходил просмотр в «Нью-Йорк Ред Буллз», хотя клуб не мог зарегистрировать его до следующего сезона.
В марте 2010 года Нгвенья проходил просмотр в клубе чемпионата Швеции «Хельсингборг», но не заключил контракт.
13 апреля 2010 года Нгвенья согласовал условия контракта с «Хьюстон Динамо», но «Антальяспор» отклонил запрос на его международный трансферный сертификат, после чего американский клуб обратился в ФИФА. К «Динамо» он смог присоединиться 20 мая 2010 года, после того как ФИФА выдала новый международный трансферный сертификат. По окончании сезона 2010 «Хьюстон Динамо» не стал продлевать контракт с Нгвеньей.
8 декабря 2010 года на первом этапе драфта возвращений MLS Нгвенья был выбран под первым номером клубом «Ди Си Юнайтед». За вашингтонский клуб дебютировал 19 марта 2011 года в матче стартового тура сезона против «Коламбус Крю». По окончании сезона 2011 «Ди Си Юнайтед» не продлил контракт с Нгвеньей.
Нгвенья был доступен на драфте возвращений MLS 2011, но остался невыбранным.
11 апреля 2013 года Нгвенья подписал контракт с клубом USL Pro «Ричмонд Кикерс». Свой дебют за «Ричмонд Кикерс», 13 апреля 2013 года в матче против «Чарлстон Бэттери», отметил голом. 11 мая 2013 года в матче против «Антигуа Барракуда» оформил хет-трик. По итогам сезона 2013 Нгвенья был включён в первую символическую сборную USL Pro.
5 ноября 2013 года Нгвенья подписал контракт с клубом USL Pro «Питтсбург Риверхаундс». Дебютировал за «Риверхаундс» 5 апреля 2014 года в матче против своего бывшего клуба «Ричмонд Кикерс», выйдя на замену в конце второго тайма вместо Энтони Ободая и отметившись голевой передачей. 2 августа 2014 года в матче против «Лос-Анджелес Гэлакси II» забил свой первый гол за «Риверхаундс».

### Международная карьера
За сборную Зимбабве Нгвенья дебютировал 1 июня 2008 года в матче квалификации чемпионата мира 2010 против сборной Гвинеи. Всего за Зимбабве сыграл пять матчей.

## Достижения
Командные
 «Кейп-Код Крусейдерс»
- Чемпион Премьер-лиги развития: 2003

 «Лос-Анджелес Гэлакси»
- Чемпион MLS (обладатель Кубка MLS): 2005
- Обладатель Открытого кубка США: 2005

 «Хьюстон Динамо»
- Чемпион MLS (обладатель Кубка MLS): 2007

 «Ричмонд Кикерс»
- Победитель регулярного чемпионата USL Pro: 2013

Индивидуальные
- Лучший бомбардир Премьер-лиги развития: 2003 (17 мячей; вместе с Бо Вуковичем)
- Член первой символической сборной USL Pro: 2013